# كلاتة بيالة
كلاتة بيالة (بالفارسية: کلاته پیاله) هي قرية تقع في قسم ميلانلو الريفي (مقاطعة إسفراين) في إيران. يقدر عدد سكانها بـ 132 نسمة بحسب إحصاء 2016.